# ۱٬۲-دی‌هیدرو-۱٬۲-آزابورین
۱،۲-دی‌هیدرو-۱،۲-آزابورین (به انگلیسی: 1,2-Dihydro-1,2-azaborine) با فرمول شیمیایی C۴H۶BN یک ترکیب شیمیایی است. که جرم مولی آن ۷۸٫۹۰۸ g/mol می‌باشد. شکل ظاهری این ترکیب، مایع بی‌رنگ است.